# Беорнвульф (король Мерсії)
Беорнвульф (давн-англ. Beornwulf; ? — 826) — король Мерсії та Східної Англії у 823—826 роках.

## Життєпис
Був сином або братом Беорнреда. Про дату народження відомості відсутні. Вперше згадується у грамоті короля Кенвульфа від 812 року. У 823 році влаштував змову та повалив короля Кеолвульфа I. Беорнвульф став новим королем. Не впевнений у своїй владі поставив королем Кенту свого брата Балдреда. Провів церковні собори у Кловешо (неподалік від Лондона) у 824 та 825 роках.
Беорнвульф намагався відновити потугу Мерсії часів Оффи. У результаті стикнувся з амбіціями королівства Вессекс. У вирішальній битві 825 року при Елландуні (сучасне графство Вілтшир) мерсійське військо зазнало нищівної поразки. Цим покладено край гегемонії Мерсії у Південній Британії.
У 826 році було повалено Балдреда, короля Кенту. Невдовзі королівства Сассекс та Ессекс перейшли на бік Ессексу. Натомість Беорнвульф рушив на відновлення влади над Східною Англією, що повстала, але в одній з битв загинув. Владу після Беорнвульфа перебрав військовик Лудека.